# M. C. Subhadradis Diskul
Subhadradis Diskul (né le 23 novembre 1923 et décédé le 6 novembre 2003 est un archéologue et historien de l'art en Thaïlande. Il était considéré comme un des représentants de l’archéologie et de l'histoire de l'art en Asie du Sud-Est.
Subhadradis Diskul est un des fils du prince Damrong, célèbre homme d’État, historien et intellectuel thaïlandais. Après avoir fait ses études à l’Université Chulalongkorn, il entre au Ministère de l’Éducation et de la Culture. Il a travaillé dans le département de l’art.
Depuis sa jeunesse, il s’intéresse au patrimoine thaïlandais qui est laissée dans les temples et les vestiges. En 1948 Il est parti en Europe pour étudier l'archéologie et l'art. À Paris il a obtenu le titre de conservateur à l’École du Louvre, et puis à l’Université de Londres il s’est consacré à la méthodologie de l’archéologie et est diplômé du doctorat d’archéologie.
Après être rentré dans sa patrie, il a poussé ses recherches archéologiques et historiques dans la méthode scientifique. Il a également consacré ses énergies à la conservation du patrimoine. 
En 1964, il est nommé Professeur de la Faculté d’archéologie à l’Université de Silpakorn.

## Publication
- Trésors d'art de Thaïlande / Catalogue ...

## Distinction
- Prix de la culture asiatique de Fukuoka (1994)[3]